# The Story of Joanna
The Story of Joanna, conosciuto anche con il titolo The World of Joanna, è un film pornografico del 1975 diretto e prodotto da Gerard Damiano. La pellicola si ispira al romanzo Histoire d'O di Pauline Réage. Fa parte del periodo Golden Age of Porn. Il film è stato inserito nella XRCO Hall of Fame.

## Trama
Un milionario comincia una relazione sadomasochistica con una giovane e ingenua fanciulla.

## Produzione
Dopo il successo commerciale de La vera gola profonda, Damiano inizia a produrre autonomamente una serie di porno a sfondo erotico, talvolta anche fantastico e sovrannaturale. È il primo lavoro del regista a introdurre a tutti gli effetti una tematica sadomaso.